# Hokuriku Sinkanszen
A Hokuriku Sinkanszen (japánul: 北陸新幹線) egy kétvágányú, 1435 mm-es nyomtávolságú, 25 kV 60 Hz-cel villamosított nagysebességű vasútvonal Japánban, amelyet az East Japan Railway Company (JR East) és a West Japan Railway Company (JR West) közösen üzemeltet, és amely Tokiót köti össze Kanazavával Japán Hokuriku régiójában.
Az első, Takaszaki és Nagano (Nagano prefektúra) közötti szakasz 1997. október 1-jén nyílt meg, eredetileg Nagano Sinkanszen (長野新幹線) néven (Takaszakit a Dzsóecu Sinkanszen köti össze Tokióval). A Tojama prefektúrában található Tojama és az Isikava prefektúrában található Kanazava felé tartó meghosszabbítás 2015. március 14-én nyílt meg. 2012-ben megkezdődött egy további szakasz építése Fukui és Curuga felé a Fukui prefektúrában, amelynek megnyitása 2024 tavaszán volt. A Shin-Oszakáig tartó utolsó szakasz útvonalát 2016. december 20-án határozták el Oszaka-Kiotó útvonalként, az építkezés várhatóan 2030-ban kezdődik és 15 évig tart.
Engedélyezett sebesség 260 km/h. Teljes hossza 470,6 km.